# Michèle Alliot-Marie
Pour les articles homonymes, voir Alliot, Marie et MAM.
Michèle Alliot-Marie, dite MAM, née Michèle Marie le 10 septembre 1946 à Villeneuve-le-Roi (alors en Seine-et-Oise), est une femme politique française.
Députée des Pyrénées-Atlantiques durant six législatures, entre 1986 et 2012, elle est maire de Saint-Jean-de-Luz de 1995 à 2002 et députée européenne de 1989 à 1993 et de 2014 à 2019. Gaulliste, elle entre au gouvernement pendant la première cohabitation comme secrétaire d'État à l'Enseignement de Jacques Chirac puis comme ministre de la Jeunesse et des Sports d'Édouard Balladur de 1993 à 1995.
Devenue en 1999 présidente du Rassemblement pour la République (RPR), responsabilité qu'elle exercera jusqu'en 2002, elle assume par quatre fois et sans interruption des portefeuilles ministériels régaliens de 2002 à 2011. Ministre de la Défense durant le second mandat du président Chirac (2002-2007), elle accompagne la professionnalisation de l'armée et la fin de la conscription, soutient l'intervention en Afghanistan et le refus d'envahir l'Irak, gère la crise ivoirienne de 2004 et le conflit israélo-libanais de 2006. Elle est alors considérée alors à plusieurs reprises comme l'une des femmes les plus puissantes du monde par le magazine Forbes.
Soutien de Nicolas Sarkozy lors de l'élection présidentielle de 2007, elle est nommée ministre de l'Intérieur puis Garde des Sceaux, ministre de la Justice en 2009, succédant alors à Rachida Dati. Elle devient ministre des Affaires étrangères en 2010, quelques mois avant le début du Printemps arabe. Contestée pour ses positions lors de la révolution tunisienne qui a provoqué la chute de Ben Ali (elle proposait alors, le 11 janvier 2011 à la tribune de l'Assemblée Nationale  de mettre à disposition du dictateur « le savoir-faire, reconnu dans le monde entier, de nos forces de sécurité »), Michèle Alliot-Marie est contrainte à la démission en février 2011. Candidate à l'élection présidentielle de 2017, elle renonce à se présenter et se tient en retrait de la vie politique.

## Enfance et études
Michèle Marie est la fille de Bernard Marie, arbitre international de rugby à XV, ancien député des Pyrénées-Atlantiques et maire de Biarritz,, et de Renée Leyko. Le nom composé « Alliot-Marie » est le nom d'usage qu'elle a adopté à la suite de son mariage et qu'elle a conservé après son divorce.
Elle fréquente le lycée de la Folie Saint-James, à Neuilly-sur-Seine, et commence ses études universitaires à la faculté de droit et de sciences économiques de Paris, puis à celle de lettres à la Sorbonne. Après la réforme Faure des universités, elle poursuit ses études à l'université Panthéon-Sorbonne et à l'université Panthéon-Assas. Elle adhère alors à l'UNI.
Elle en sort diplômée d'études supérieures de droit privé, de science politique et d'histoire du droit. Elle est docteur en droit en 1973, de l'université Panthéon-Assas, à la suite d'une thèse sur le Salarié actionnaire[réf. souhaitée], et docteur d'État en science politique en 1982 avec une thèse d'État soutenue à université Panthéon-Sorbonne et intitulée Décisions politiques et structures administratives.
Également titulaire du certificat d'aptitude à la profession d'avocat (CAPA), du Certificat de droit et d'économie des pays d'Afrique et d'une maîtrise d'ethnologie, Michèle Alliot-Marie est lauréate de la faculté de droit et de sciences économiques.

## Carrière universitaire et professionnelle
Durant sa formation, elle se rapproche de son professeur de droit, Michel Alliot, qui était directeur de cabinet d'Edgar Faure, alors ministre de l'Éducation nationale, de 1968 à 1969. Elle l'épouse en 1971, et, avec lui, fréquente les milieux universitaires et ministériels.
Elle est tout d'abord assistante à l'université Panthéon-Assas puis à l'université Panthéon-Sorbonne, entre 1970 et 1984, avant de devenir maître de conférences en droit public à l'École de droit de la Sorbonne à partir de 1984, poste qu'elle quitte pour ses fonctions électives nationales à partir de 1986.
En 1972, elle est appelée auprès d'Edgar Faure, alors ministre des Affaires sociales, comme conseillère technique, fonction qu'elle occupe également entre 1974 et 1976, auprès de Jean-Pierre Soisson, secrétaire d'État aux universités. Alors qu'elle commence sa carrière de conseillère politique, Michèle Alliot-Marie se fait remarquer en entrant à l'Assemblée nationale en pantalon, contre le règlement qui lui imposait un tailleur ; elle finit par avoir gain de cause avec un changement du règlement de l'assemblée.
Elle est de plus nommée chargée de mission aux cabinets du ministre des Départements et Territoires d'outre-mer, Bernard Stasi, de 1973 à 1974, et du secrétaire d'État au Tourisme, Gérard Ducray, en 1974. Elle devient directrice de cabinet d'Alice Saunier-Seïté, secrétaire d'État puis ministre des universités, de 1976 à 1978, avant de travailler dans le secteur privé, comme administratrice puis PDG de la société Uta-Indemnité, entre 1979 et 1985. Elle exerce aussi les fonctions d'avocate[Où ?].

## Vie privée
Elle épouse en 1971 l'universitaire Michel Alliot, de 22 ans son aîné. Ils divorceront en 1984. Depuis 1988, elle a pour compagnon l’homme politique Patrick Ollier.

## Parcours politique

### Engagement local dans le Pays basque
Michèle Alliot-Marie entre réellement en politique en 1983, en tant que conseillère municipale de la ville de Ciboure, situé au sud du fief politique de son père, Biarritz, près de Saint-Jean-de-Luz. L'année suivante, elle est élue cette fois-ci à Biarritz, aux côtés de Bernard Marie. En 1990, une partie de la majorité municipale, derrière le premier adjoint UDF-CDS Didier Borotra, passe dans l'opposition en critiquant le projet du maire de construire un hôtel-casino sur le front de la grande plage de la ville, ce qui provoque la chute du conseil. Les élections municipales anticipées de 1991 sont alors remportées par la liste de Didier Borotra, qui unit à l'UDF locale deux élus socialistes sortants et qui a reçu entre les deux tours le soutien de nationalistes basques. Elle quitte à cette occasion le conseil municipal en même temps que son père perd la mairie.

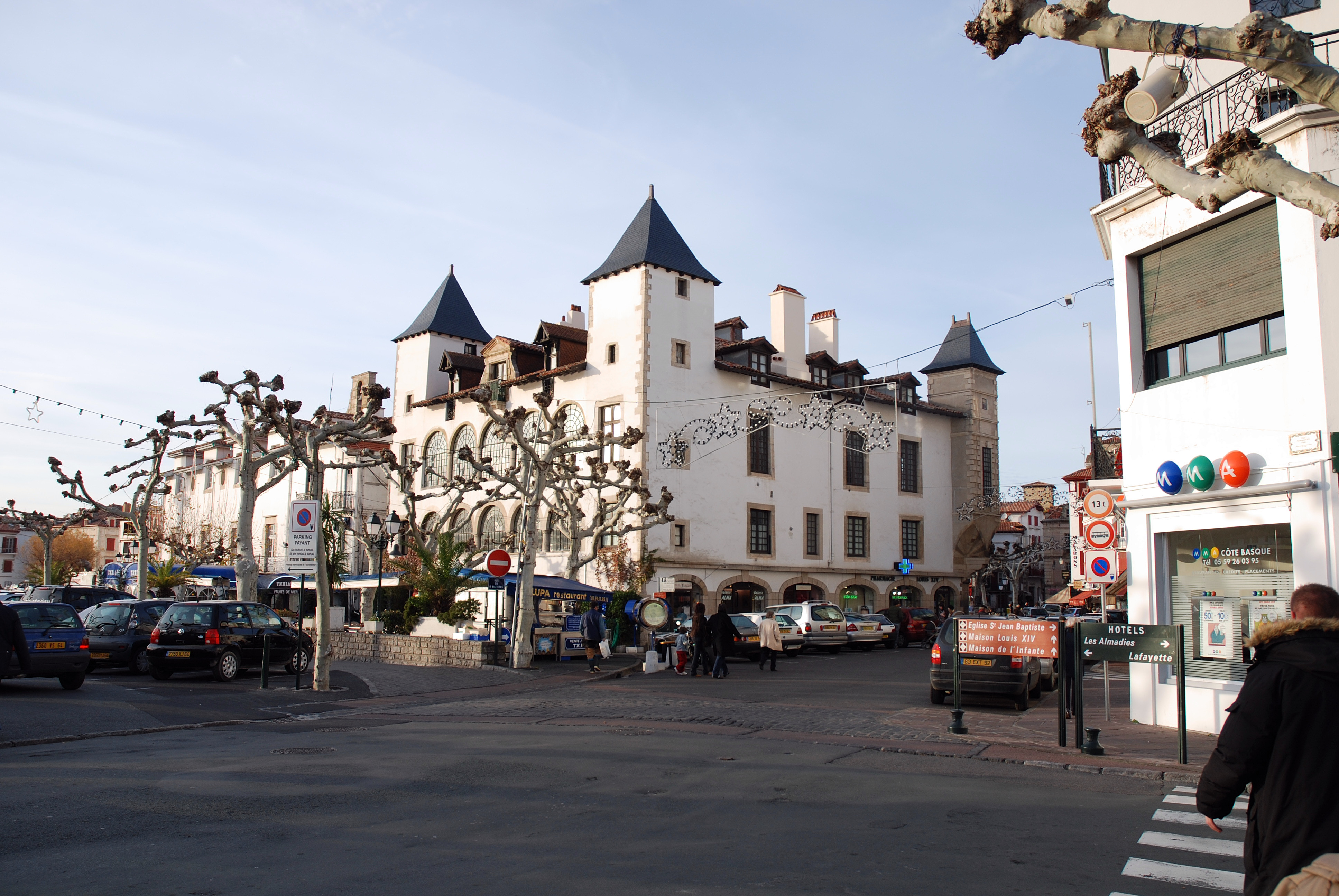
Hôtel de ville de Saint-Jean-de-Luz.

Elle se tourne alors vers une autre commune de la côte basque, Saint-Jean-de-Luz. Élue au conseil général des Pyrénées-Atlantiques pour le canton de cette commune en 1994, et vice-présidente de l'assemblée départementale dirigée par François Bayrou, elle affronte ensuite le maire sortant, lui aussi UDF-CDS, Paul Badiola, lors des municipales de 1995, et l'emporte. Réélue au premier tour en 2001 (avec 51,86 % des suffrages) et en 2008 (de nouveau tête de liste même si elle a, avant l'élection, précisé qu'elle ne briguerait pas le fauteuil de maire, sa liste est réélue au 1er tour avec 55,56 % des suffrages et 26 sièges sur 33), elle a cédé son siège de maire à la suite de son entrée au gouvernement en 2002 à Pierre « Peyuco » Duhart et reste première adjointe au maire chargée des relations institutionnelles et de l'intercommunalité. Elle est également membre titulaire du conseil de l’Agglomération Sud Pays basque depuis sa création en 2005.
En tant que maire, elle mène une politique visant essentiellement à confirmer le statut de station balnéaire estivale de Saint-Jean-de-Luz et se félicite d'avoir rééquilibré les finances locales. L'opposition locale néanmoins lui reproche d'avoir trop favorisé les dépenses de prestige et le développement touristique de la ville, au détriment de la circulation et du logement social, en retard, selon elle, de 445 HLM pour atteindre le seuil des 20 % fixés par la loi SRU. La majorité s'est défendue en promettant, lors de la campagne des municipales de 2008, la construction de 300 logements sociaux supplémentaires et l'obligation de 30 % de logements sociaux dans tout nouveau programme de construction privé.
L'opposition municipale reproche également à Michèle Alliot-Marie de trop favoriser ses responsabilités nationales au détriment de la commune, lui reprochant notamment de ne pas avoir empêché la fermeture, en 1997, de la sardinerie Saupiquet, provoquant un plan social touchant 130 personnes, à quoi ses partisans répondent généralement que son poids politique à Paris a favorisé l'obtention par la ville de subventions du conseil général, de la Région, de l'État ou de l'Europe.
Sur le plan de la politique basque, elle s'oppose à l'idée de transformer le Pays basque en un département distinct, projet défendu par les nationalistes, une grande partie de la gauche mais aussi au sein de l'UDF locale, et propose plutôt la création d'une région « Basque, Béarn, Bigorre », dite les « 3 B ».

### Débuts sur le plan national
Suppléante pour son père, député des Pyrénées-Atlantiques, de 1978 à 1981, elle est élue elle-même à l'Assemblée nationale dans les rangs du RPR pour ce département lors des élections législatives de mars 1986. Elle entre alors dans le gouvernement de Jacques Chirac en tant que secrétaire d'État à l'Enseignement auprès du ministre de l'Éducation nationale, René Monory.
En 1988, elle est réélue députée cette fois pour la 6e circonscription des Pyrénées-Atlantiques (en 1986, le scrutin étant à la proportionnelle de liste, il n'y avait pas de circonscriptions), à savoir Biarritz, Saint-Jean-de-Luz, Hendaye et tout le sud de la côte basque. Elle est réélue en 1993, en 1995 (élections partielles à la suite de la démission de son ancien suppléant qui avait pris le relais lors de son entrée au gouvernement), en 1997, en 2002 et en 2007. Toutefois, elle n'a siégé que de 1988 à 1993 et de 1995 à 2002, laissant sa place le reste du temps, où elle était membre du gouvernement, à son suppléant Daniel Poulou. À l'Assemblée nationale, elle est notamment membre de la Commission des Affaires étrangères de 1988 à 1993 et de 1996 à 2002 ainsi que de la Commission de la Défense nationale et des Forces armées de 1995 à 1996 et de juin à juillet 2002.
De 1993 à 1995, elle est ministre de la Jeunesse et des Sports dans le gouvernement Balladur. Elle est confrontée dès cette époque au problème de la violence dans les stades, notamment dans le cadre du match Caen-PSG du 28 août 1993. En conséquence, elle est à l'origine de la loi, qui porte son nom, du 6 décembre 1993 qui a créé notamment la peine juridique particulière qu'est l'interdiction de stade. Elle fonde également à ce poste la fédération du bénévolat.
À l'approche de l'élection présidentielle de 1995, elle refuse de choisir entre son Premier ministre, Édouard Balladur, et le président de son parti, le RPR, Jacques Chirac, qui reste l'un de ses mentors en politique. Elle tente alors de faire « la passerelle » entre balladuriens et chiraquiens, surnom qui lui est pendant un temps resté. Cette neutralité lui vaudra de faire partie des ministres du gouvernement Balladur à ne pas être reconduits dans le gouvernement Juppé issu de la victoire de Jacques Chirac à la présidentielle de 1995!. Elle se tourne alors plus particulièrement vers la vie de son parti, le RPR, en crise à la suite des défaites des législatives de 1997, de la contre-performance des régionales de 1998 et surtout du score désastreux des européennes de 1999.

### Ascension au sein du RPR
Entrée au comité central du RPR en 1984, à la commission exécutive en 1985 et au bureau politique en 1991, elle exerce au sein du parti des responsabilités en rapport avec certains de ses centres d'intérêt professionnels ou politiques : secrétaire nationale à l'enseignement et à la recherche de 1985 à 1986, puis aux études et projet de 1988 à 1990, elle devient ensuite secrétaire générale adjointe chargée des affaires étrangères de 1990 à 1993. Mise à l'écart un temps des instances dirigeantes du mouvement à partir de 1995, elle revient en 1998 comme secrétaire nationale chargée des questions de société de 1998 à 1999 et enfin aux élections en 1999.
Lors des premières élections directes par les militants du président du parti en novembre-décembre 1999, elle se porte candidate. Elle fait alors véritablement figure d'« outsider », face au candidat de l'Élysée Jean-Paul Delevoye mais aussi face aux représentants des grandes tendances traditionnelles du mouvement (François Fillon pour les gaullistes sociaux ou séguinistes, Patrick Devedjian pour les conservateurs libéraux ou balladuriens-sarkozystes). Elle arrive ainsi au 1er tour en seconde position avec 31,19 % des voix derrière Delevoye (35,26 %) et, bénéficiant des désistements en sa faveur des deux autres candidats, elle l'emporte finalement au second tour avec 62,71 % des votes des militants le 4 décembre 1999.
Bien que déclarant sa fidélité au chef de l'État, Michèle Alliot-Marie cherche à rendre le RPR plus autonome vis-à-vis de l'Élysée. Elle prend en outre ses distances avec la stratégie de ses prédécesseurs, dont Nicolas Sarkozy, d'alliance avec les libéraux de DL : ainsi s'oppose-t-elle à la création d'un grand parti de droite prônée par certaines personnalités comme Jean-Pierre Raffarin. Elle entend aussi tourner la page des « affaires » qui ont touché le parti à la fin des années 1990 en laissant faire la justice. Voulant organiser une opposition combative vis-à-vis du gouvernement Jospin, elle forme un « Cabinet fantôme » composé de 12 délégués nationaux du RPR, mais échoue à le faire réellement connaître. Le nombre d'adhérents double sous sa présidence. Elle met son parti en ordre de bataille pour les municipales de 2001, globalement gagnées par la droite même si certains grands fiefs (Paris, Lyon) basculent à gauche du fait dans ces villes de la division du camp présidentiel, et surtout pour l'élection présidentielle de 2002. Toujours hostile à la disparition du RPR dans un grand parti de droite, elle se résout néanmoins à la naissance de l'Union pour la majorité présidentielle (devenue Union pour un mouvement populaire après l'élection présidentielle de 2002). C'est le secrétaire général du RPR, Serge Lepeltier, qui accompagne sa dissolution dans le nouveau mouvement présidentiel le 21 septembre 2002.

### Ministre de la Défense
Son rôle en tant que présidente du RPR dans la réélection de Jacques Chirac pousse celui-ci et son nouveau Premier ministre, Jean-Pierre Raffarin, à la nommer à un poste important, celui de ministre de la Défense. Elle devient alors la première femme à accéder à un tel poste en France, mais aussi au sein des cinq grandes puissances nucléaires mondiales. Présente sur le terrain, rendant régulièrement visite aux troupes engagées dans des zones de conflit (notamment en Afghanistan, en Côte d'Ivoire ou au Liban), elle acquiert rapidement une certaine popularité au sein de l'armée. Elle passe par exemple les réveillons de la Saint-Sylvestre parmi les soldats : à Kaboul en 2002 et en 2004, à Yamoussoukro en 2003, en Oman avec les équipages de la frégate Courbet et du sous-marin nucléaire d'attaque Perle déployés dans l'océan Indien en 2005 et au Liban du Sud en 2006.
En 2016, la juge d’instruction française Sabine Kheris demande le renvoi devant la Cour de justice de la République (CJR) de Michèle Alliot-Marie, Michel Barnier et Dominique de Villepin. Ces anciens ministres sont suspectés d'avoir permis l'exfiltration des mercenaires responsables de l'attaque contre le camp de Bouaké en 2004, faisant neuf morts parmi les soldats français. L'opération aurait visé à justifier une opération de riposte contre le gouvernement de Laurent Gbagbo dans le cadre de la crise en Côte d’Ivoire de 2004. En mars 2019, la commission des requêtes de la CJR rend un avis indiquant l’abandon des poursuites, l’enquête n’ayant pas permis de mettre en évidence un « rôle actif » des anciens ministres dans ce dossier.

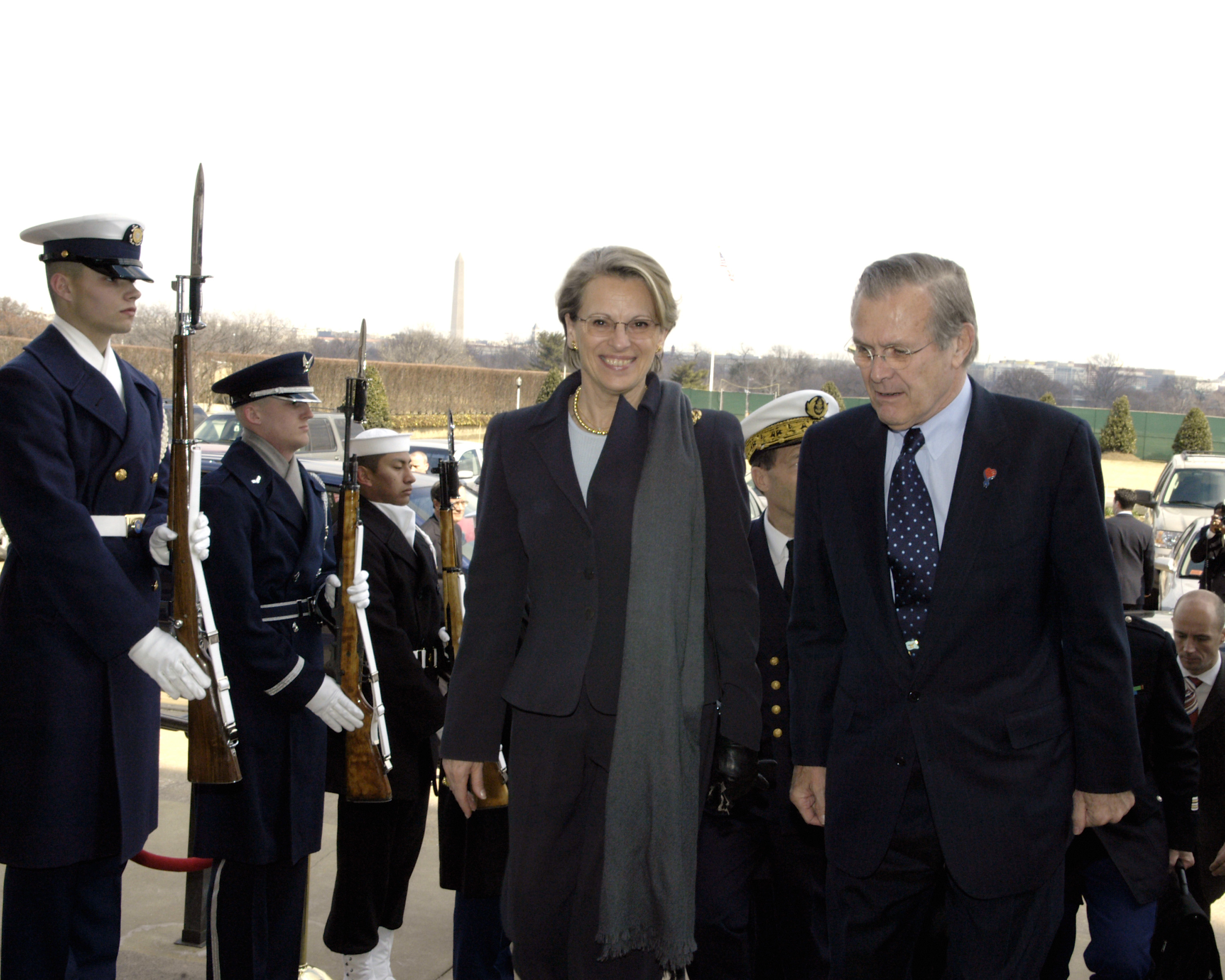
Michèle Alliot-Marie avec son homologue américain Donald Rumsfeld en 2005.

Dans la pratique, elle accompagne la professionnalisation de l'armée après la fin de la conscription. Elle élabore un nouveau projet de loi de programmation militaire pour les années 2003 à 2008, en remplacement de celui qui avait été présenté par la précédente majorité de gauche plurielle et son prédécesseur Alain Richard. Le texte de 2001 prévoyait notamment une moyenne annuelle de crédits sur la durée de la loi de 13,34 milliards d’euros constants, suivant un rythme de progression de 0,8 % à compter de 2003. Jacques Chirac, tout en l'approuvant[réf. nécessaire], avait dès le départ estimé[réf. nécessaire] qu’il ne répondait pas à toutes les attentes des armées et prévoyait de nouveaux retards dans les programmes d’équipement. Michèle Alliot-Marie est donc chargée de remanier le programme et présente son projet de loi devant ses collègues du gouvernement Raffarin et le président de la République le 11 septembre 2002. Il prévoit des moyens nettement plus élevés, avec des crédits d’équipement et de recherche de 14,6 milliards d’euros en moyenne annuelle, 2,4 milliards d’annuité moyenne d’entretien des matériels et 3,8 milliards consacrés à la recherche[réf. nécessaire]. Les effectifs militaires doivent passer de 437 000 hommes prévus en 2003 à 446 600 en 2008. Son projet phare reste la construction envisagée d'un second porte-avions (projet finalement abandonné). L'opposition reproche à cette nouvelle programmation de se faire aux dépens de la construction d'une défense européenne, les Verts parlant de « militarisme nationaliste » ou le PS, par le biais de Jack Lang, de « provocation ». La loi est finalement promulguée au Journal officiel du 29 janvier 2003.

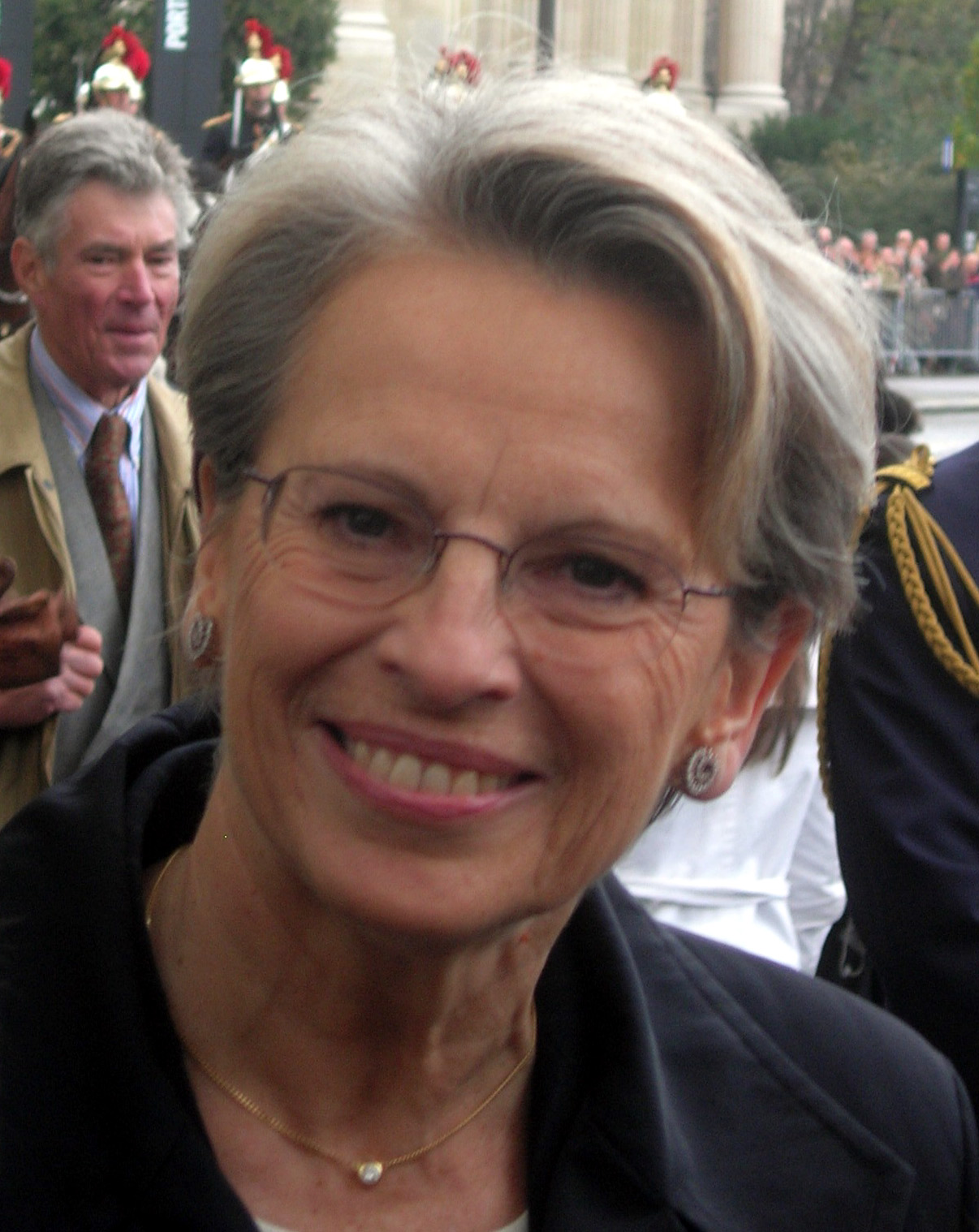
Michèle Alliot-Marie à la cérémonie du 11 novembre 2006 à Paris.

Elle s'attache par la suite à défendre fermement les crédits prévus par cette loi de programmation et le budget de la Défense, notamment contre Nicolas Sarkozy qui, ministre de l'Économie et des Finances pendant quelques mois en 2004, veut réduire les moyens alloués à son ministère. Elle doit également faire face à un certain nombre de crises internationales, ce qui l'amène à intervenir sur le plan diplomatique, notamment en défendant la position de la France face à Donald Rumsfeld sur la question irakienne, pour gérer la crise ivoirienne à partir de novembre 2004 ou participer à la coordination de la réponse internationale au conflit israélo-libanais de 2006. Elle est également confrontée à la question du désamiantage du porte-avions Clemenceau durant l'hiver 2005-2006.
Concernant l'industrie militaire française, son passage au ministère de la Défense correspond à la restructuration en 2006 du GIAT et à la transformation de la DCN en DCNS. Le 27 avril 2006, elle se prononce de plus en faveur d'un rapprochement des différents acteurs européens en matière d'armes sous-marines, afin de créer en la matière un équivalent du concepteur et producteur de missiles MBDA.
Elle gagne sur la scène internationale une certaine notoriété : en 2006, elle est ainsi classée comme la 57e femme la plus puissante au monde par le magazine Forbes[réf. souhaitée]. En 2007, devenue ministre de l'Intérieur, elle gagne 46 places et se retrouve à la 11e au monde, 2e en Europe et 1re en France. Elle disparait de ce classement en 2008.
Lors de la polémique à propos de l'enterrement de Maurice Papon avec sa Légion d'honneur, alors même qu'il avait été exclu de l'ordre, elle déclare : « La République a fait ce qu'elle devait faire, il y a eu procès, il y a eu décision de justice, à la suite de la décision de justice, la République a décidé de retirer la croix de commandeur de la Légion d'honneur à Maurice Papon. Il n'est plus commandeur de la Légion d'honneur, c'est tout. Ensuite ouvrir les cercueils, c'est quelque chose qui me déplaît. ».
En mai 2005, le président Jacques Chirac envisageait de nommer Michèle Alliot-Marie Première ministre, mais il lui préféra finalement Dominique de Villepin.

### Élection présidentielle de 2007 et création du Chêne

Logo de son mouvement politique, Le Chêne.

Pressentie comme possible candidate à l'élection présidentielle de 2007, Michèle Alliot-Marie fonde en octobre 2006, au sein de l'UMP, un mouvement politique gaulliste baptisé « Le Chêne ». Le 27 décembre, elle annonce qu'elle ne demandera pas « le soutien logistique et financier » de l'UMP à l'élection présidentielle et qu'elle réfléchit à une candidature hors parti.
Finalement, le 12 janvier 2007, elle apporte son soutien à Nicolas Sarkozy. Le 14 janvier, lors du congrès d'investiture de l'UMP, elle prononce un discours de soutien en faveur de Nicolas Sarkozy et attaque Ségolène Royal : « Nous n'avons pas besoin de quelqu'un qui change d'idées aussi souvent que de jupe ».
Pour le congrès de l'UMP de 2012, Le Chêne participe au courant « Gaullistes en mouvement » avec le Rassemblement gaulliste de Roger Karoutchi. La motion qu'il présente obtient 12,31 % des votes des adhérents et se place à la 4e place derrière La Droite forte (sarkozistes), La Droite sociale et France moderne et humaniste (libéraux).
Le Chêne sera finalement mis en sommeil en janvier 2014, après avoir été épinglé par la Commission nationale des comptes de campagne et des financements politiques en raison de son « incapacité de vérifier l’origine des dons et le respect du plafond » fixé par la loi.

### Ministre de l'Intérieur, de l'Outre-mer et des Collectivités territoriales
Le 18 mai 2007, elle est nommée ministre de l'Intérieur, de l'Outre-mer et des Collectivités territoriales dans le premier gouvernement Fillon et est confirmée à ce poste dans le deuxième, formé un mois plus tard, après les élections législatives. C'est la première femme nommée à ce poste en France.
Elle s’engage alors à nouveau, comme elle l'avait fait lorsqu'elle était ministre de la Jeunesse et des Sports, contre la violence dans les milieux de supporters de football. Elle décide notamment, le 18 avril 2008, après les avis favorables de la Commission nationale consultative pour la prévention des violences dans les enceintes sportives et à la suite de l'affaire de la banderole anti-chti déployée au Stade de France le 29 mars 2008, de dissoudre l'un des clubs de supporters jugés les plus violents, les Boulogne Boys. Elle renforce également la législation concernant les chiens jugés dangereux, là encore après une série de faits-divers dont le décès d'une enfant de 18 mois à Épernay des suites d'une attaque d'un chien le 26 août 2007.
Chargée de la réforme des services de renseignement français, elle préside à la fusion de la direction de la Surveillance du territoire (DST, essentiellement chargé du contre-espionnage en France) et de la direction centrale des Renseignements généraux (DCRG, renseignant le gouvernement sur tout mouvement pouvant porter atteinte à l'État) au sein de la direction centrale du renseignement intérieur (DCRI), fondée le 1er juillet 2008, se voulant un « FBI à la française » en matière de renseignement.

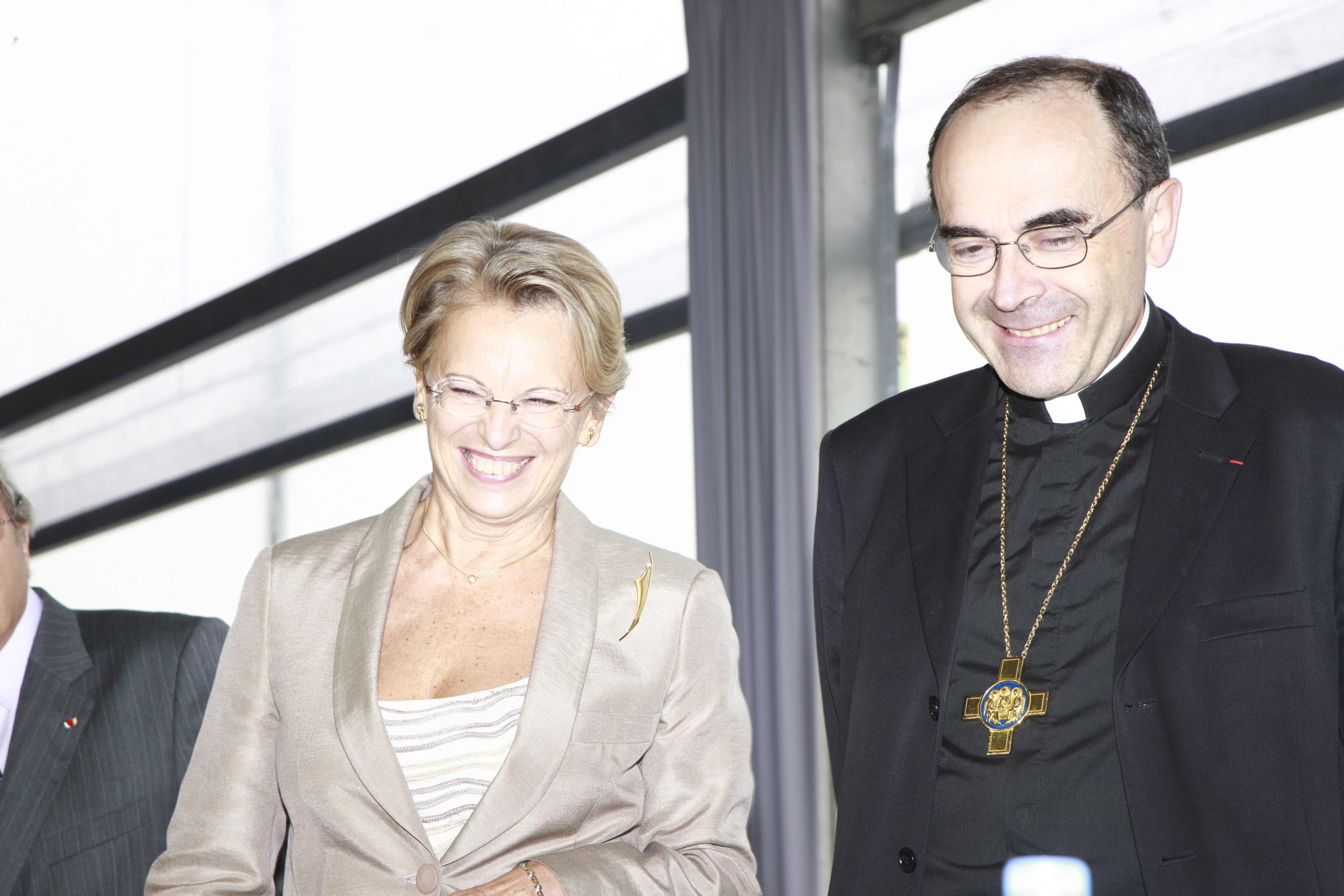
Michèle Alliot-Marie et le cardinal Barbarin en 2008.

Toujours dans ce domaine, Michèle Alliot-Marie a dû faire face à la contestation liée aux fichiers de renseignement créés par cette réforme. En effet, la DCRI est alors dotée de deux fichiers de base de données concernant la lutte anti-terrorisme et le contre-espionnage (Centralisation du renseignement intérieur pour la sécurité du territoire et des intérêts nationaux ou CRISTINA) et des fichiers des renseignements généraux augmentés des critères utilisés par CRISTINA (Exploitation documentaire et valorisation de l'information générale dit EDVIGE). S'attirant les réserves de la Commission nationale de l'informatique et des libertés (CNIL), notamment concernant l'âge minimum lié à la collecte d'informations sur des mineurs au sein du fichier EDVIGE que la CNIL souhaite remonter à 16 ans au lieu de 13 ans, ces deux bases de données, et en tout premier lieu EDVIGE, provoquent un vaste mouvement de protestation à la fin de l'été 2008 de la part des associations de défense de la vie privée et des libertés individuelles et au sein de la classe politique, des membres du gouvernement (dont le ministre de la Défense Hervé Morin) émettant à leur tour des réserves. Ces opposants critiquent surtout le flou qui entoure le qualificatif « susceptibles de porter atteinte à l'ordre public », le fichage des mineurs dès 13 ans, l'introduction dans les renseignements conservés de l'orientation sexuelle et de l'état de santé des personnes concernées. Michèle Alliot-Marie défend le projet tout en proposant peu à peu des aménagements comme l'introduction d'un « droit à l'oubli » qui provoquerait le retrait du fichier au bout d'un certain délai des renseignements concernant une personne qui aurait commis des infractions dans son jeune âge mais « qui se compor[te] bien par la suite » ou en remplaçant la motion ambiguë d'« atteinte à l'ordre public » par « atteinte à la sécurité publique, aux personnes et aux biens ».
L'intervention directe dans ce dossier de la présidence de la République a été vue par une grande partie des observateurs comme un « désaveu » de Nicolas Sarkozy vis-à-vis de la gestion de la crise par son ministre, tandis que sa marge de manœuvre était déjà considérée comme très faible dans un ministère dirigé pendant quatre ans par Nicolas Sarkozy et qui a donné à ce dernier ses principaux collaborateurs à l'Élysée.
Son passage Place Beauvau est aussi marqué par l'affaire Julien Coupat, accusé de faits de terrorisme et incarcéré pendant sept mois avant d'être relâché, la création à partir du 28 mars 2008 des Unités territoriales de quartier (Uteq, parfois présentées comme une nouvelle version de la police de proximité), le rattachement au 1er janvier 2009 des forces de gendarmerie au ministère de l'intérieur sur le plan budgétaire pour leurs missions de sécurité intérieure et par le lancement le 19 janvier 2009 de la préparation du projet de la loi d'orientation et de programmation pour la performance de la sécurité intérieure, dite « LOPPSI 2 ». Les mesures concernant la cybercriminalité ont été présentées le 24 mars 2009. Le 27 mai 2009, ce projet de loi passe en conseil des ministres.

### Ministre d'État, garde des Sceaux, ministre de la Justice et des Libertés
Le 23 juin 2009, Claude Guéant annonce que Nicolas Sarkozy nomme Michèle Alliot-Marie garde des Sceaux, ministre de la Justice. Celle-ci prend ses nouvelles fonctions le lendemain. Elle est désormais le deuxième ministre d'État du deuxième gouvernement François Fillon, avec Jean-Louis Borloo, et c'est son troisième ministère régalien d'affilée, égalisant ainsi Michel Debré.
Sa nomination intervient après une série de suicides dans les prisons françaises. Le 6 août 2008, alors que les chiffres donnés par le ministère de la Justice (75 suicidés depuis janvier à cette date) et les associations (qui parlent de 88 à 90) divergent légèrement, Michèle Alliot-Marie demande à la direction de l'Administration pénitentiaire un rapport sur l'état de la question, afin de réaliser « une analyse rétrospective des suicides constatés depuis début 2009 » et « de tirer les leçons pour faire plus que ce qui est fait aujourd’hui ». Onze jours plus tard, une fois cette étude remise, elle rend officiellement publiques les vingt recommandations qui avaient été présentées en avril précédent par la commission que Rachida Dati avait confié au docteur Louis Étienne Albrand (qui avait toutefois boycotté alors la remise de ce rapport et en avait ainsi récusé la paternité) et en annonce la mise en place intégrale. Ces mesures mettent essentiellement l'accent sur la formation du personnel des quartiers de détention jugés « à risques » (ceux des arrivants, disciplinaires et d'isolement ainsi que les établissements pour mineurs) « pour leur permettre de détecter les détenus qui présentent un risque suicidaire et de mieux les accompagner », la limitation des risques en confiant aux détenus des « kits de protection » (contenant couvertures indéchirables, pyjamas et serviettes « à usage unique », matelas anti-feu, entre autres), l'amélioration des conditions des détenus placés dans les quartiers disciplinaires avec « le développement de l'accès au téléphone et à la radio » par exemple, et l'accompagnement des « détenus en situation de détresse psychologique » par des « détenus de soutien », « volontaires et stables », formés pour cette mission. Ce dernier dispositif est inspiré de pratiques déjà mises en place dans d'autres pays européens (Angleterre, Autriche, Espagne),. La CGT pénitentiaire, par le biais de sa secrétaire générale Céline Verzeletti, critique un « plan communication », qui pour elle se limite à contraindre « à ne pas se suicider » et appelle à ce que la politique gouvernementale fasse en sorte que « la personne, malgré son enfermement, ait envie de vivre ». Par la suite, Michèle Alliot-Marie annonce, dans un communiqué en date du 26 juillet 2010, la fermeture de 23 prisons jugées vétustes, pour la plupart entre 2015 et 2017. En compensation de ces fermetures, de nouveaux établissements pénitentiaires seront construits, dans le cadre du plan de modernisation des prisons. Ces mesures visent, selon la ministre, à « assurer des conditions dignes de détention », à se mettre « en conformité avec les règles pénitentiaires européennes et à garantir la mise en œuvre des prescriptions de la loi pénitentiaire » votée en 2009. D'ici à fin 2017, « 9 000 places vétustes seront fermées et près de 14 000 ouvertes. La France sera alors dotée de 68 000 places de prison, dont plus de la moitié auront été ouvertes après 1990 », précise-t-elle à cette occasion. Cette « loi pénitentiaire » qui modifie le régime d'aménagement des peines (articles 132-24 du code pénal et 723-15 du code de procédure pénale) continuera d'occuper l'actualité politique quand elle sera appliquée par le gouvernement Valls avec Christiane Taubira au ministère de la Justice.
Un autre chantier lancé avant la prise de fonction de « MAM » à la Justice, le président de la République Nicolas Sarkozy reçoit le 1er septembre 2009 les conclusions du comité présidé par l'ancien magistrat Philippe Léger, chargé de réfléchir à une refonte de la procédure pénale française, qui propose surtout la suppression du juge d'instruction pour confier ses pouvoirs au Parquet (celui-ci restant malgré tout soumis à l'autorité hiérarchique du Ministère de la Justice), et charge Michèle Alliot-Marie d'ouvrir une concertation pour mener à bien cette réforme,. L'opposition, les principaux syndicats de magistrats, ainsi que certains juges, tels que Renaud Van Ruymbeke, critiquent fortement ces propositions quant à leurs effets redoutés sur l'indépendance de la justice. La garde des sceaux défend ce projet, estimant notamment lors de la rentrée solennelle de l'école du barreau le 4 janvier 2010 que « le code de procédure pénale est devenu illisible, à force de réformes ponctuelles et d'empilement de texte » et qu'il faut désormais « une seule et même procédure pour tous les citoyens » (un grand chantier de réécriture et de simplification a ainsi été lancé, pour 12 000 articles du code la procédure pénale et 4 600 pour le droit des contrats et des obligations), tout en confirmant le même jour, afin de rassurer les magistrats sur la question de l'intervention du ministre de la Justice et donc du pouvoir exécutif, par le biais de sa supériorité hiérarchique sur le Parquet, sur la procédure, que le chef de la Chancellerie ne pourra plus ordonner le classement sans suite d'une affaire et que cette disposition sera inscrite « noir sur blanc » dans le nouveau code. Sont également proposées la possibilité d'un « droit de retrait » des membres du parquet à l'égard d'instructions provenant de la Chancellerie qu'ils jugeraient contraires aux intérêts de l'enquête, ou encore la médiation du juge de l'enquête et des libertés (ou JEL, magistrat indépendant qui serait créé par la réforme pour contrôler l'enquête) qui pourrait obliger le parquet à effectuer des actes d'enquête demandés par les parties mais refusés par le procureur. Et si le procureur « demeure peu coopératif et refuse de tirer les conséquences de la décision du juge », les parties pourraient saisir la chambre de l'enquête et des libertés (remplaçante de la chambre de l'instruction de la cour d'appel) afin renvoyer l'affaire et la gestion de l'enquête au JEL. L'avant-projet de loi est finalement présenté le 23 février 2010, mais l'un de ses articles ajoute une nouvelle polémique à l'affaire : la réforme du régime de prescription des abus de biens sociaux, le projet ramenant ce délai du jour où l'infraction est commise alors qu'il débutait jusqu'alors au jour de la révélation des faits qui interviennent souvent assez tardivement dans ce type d'affaires. Cela inquiète les magistrats et l'opposition, qui y voit un risque de permettre d'étouffer plus facilement les dossiers politico-financiers, même si en contrepartie la Chancellerie propose de doubler (de 3 à 6 ans) les délais de prescription des délits passibles d'au moins cinq ans de prison (banqueroute, corruption, escroquerie, faux et usage de faux). Michèle Alliot-Marie finit par annoncer le 19 avril suivant le retrait de cet article controversé, se justifiant ainsi : « Les associations de victimes, de l'amiante notamment, ont attiré mon attention ». De plus, la Cour de cassation rend un avis défavorable sur l'ensemble du projet de loi le 16 avril, tandis que la défaite de la majorité présidentielle aux élections régionales du mois précédent laissent présager une mise entre parenthèses de certaines réformes trop critiquées. De fait, la garde des sceaux annonce bientôt que le texte sera scindé en deux pour accélérer les choses en séparant, à la demande de l'Élysée, d'une part les éléments jugés prioritaires (surtout concernant la garde à vue) et d'autre part ceux reportés sine die (comme la suppression du juge d'instruction). Le 13 mai 2010, invoquant « l'encombrement du calendrier parlementaire », Michèle Alliot-Marie estime que la réforme de la procédure pénale « pourrait ne pas être votée avant 2012 », du moins dans son ensemble.
À la suite des polémiques enclenchées par l'affaire Hodeau (l'enlèvement, la séquestration, le viol et le meurtre de Marie-Christine Hodeau, le 28 septembre 2009), Michèle Alliot-Marie annonce une réforme du régime législatif de la récidive, qui se concrétise le 3 novembre 2009 par le projet de loi tendant à amoindrir le risque de récidive criminelle (déjà présenté en conseil des ministres au début de l'année 2009 avant d'être mis de côté), adopté par le Parlement, dans le cadre d'une procédure accélérée le 25 février 2010. Ce texte vise à renforcer certaines dispositions de la loi relative à la rétention de sûreté et à la déclaration d'irresponsabilité pénale pour cause de trouble mental en tenant compte surtout du refus du Conseil constitutionnel de l'application rétroactive de la rétention de sûreté, en raison du principe constitutionnel de non-rétroactivité de la loi. Il prévoit surtout la création d'un nouveau fichier répertoriant la dangerosité des individus mis en cause dans une affaire, l'interdiction de séjour dans la commune de la victime des condamnés à leur sortie de prison ou l'obligation pour eux d'avoir recours à la castration chimique sous peine d'être réincarcérés ou placés en détention de sûreté.
Elle s'est également livrée au début de l'année 2010 à ce que les médias ont présenté comme des « passes d'armes » avec son collègue et successeur au ministère de l'Intérieur, Brice Hortefeux. Passée à la Chancellerie et Hortefeux Place Beauvau, elle a à plusieurs reprises « recadrée » certains propos de ce dernier, s'inscrivant dans une tradition de relations souvent conflictuelles entre les deux administrations. Tout d'abord, en septembre 2009, après la mise en cause des juges d'application des peines par le ministre de l'Intérieur à la suite du meurtre d'une femme à Milly-la-Forêt dans l'Essonne, la garde des sceaux réplique en déclarant qu'« aucun magistrat n’est en cause. S’en prendre aux juges d’application des peines dans ce cadre, c’est juste de l’ignorance » et « qu'il faut dire avec précision ce qu'est la réalité ». Puis, lorsque Brice Hortefeux dit vouloir créer des gardes à vue de quatre jours pour les délinquants sexuels, comme pour le trafic de drogue, elle lui rappelle que la réforme de la procédure pénale, et donc ce sujet, est de son ressort, tandis que les deux ministères s'opposent sur le couvre-feu pour les mineurs de moins de treize ans que l'Intérieur veut réserver aux seuls délinquants quand la Chancellerie appelle à une mesure plus générale. C'est un nouveau fait-divers, le meurtre à l'arme blanche d'un couple de septuagénaire dans leur pavillon de Pont-Sainte-Maxence dans l'Oise dont les corps furent découverts le 29 janvier 2010, qui crée une nouvelle « confrontation » au sujet de la lutte contre les agressions de personnes âgées. Brice Hortefeux réagit le 30 janvier en appelant à une aggravation des « sanctions pénales », estimant que : « Ce n'est pas la même chose d'agresser ou de cambrioler un quadragénaire ou quelqu'un qui a 85 ans. » Pour sa part, Michèle Alliot-Marie, tout en rappelant ses prérogatives concernant le fait que « les propositions en matière pénale sont faites soit par le ministre de la Justice, soit par les parlementaires », considère le lendemain comme suffisantes les mesures déjà prévues par le code pénal en la matière. Le 3 février 2010, Europe 1 rend public une lettre datée du 29 janvier précédent dans laquelle la garde des sceaux semblerait sous-entendre, selon la station de radio, que les forces de l'ordre ne mettraient pas en œuvre tous les moyens nécessaires pour lutter contre le hooliganisme. Elle y écrit notamment qu'« il n'est pas admissible que des personnes filmées en train de dégrader des tribunes ou de se battre dans les gradins soient laissées libres de quitter le stade » et « déplore […] que les procureurs de la République soient saisis d'un nombre insuffisant de procédures faisant à la suite d'interpellations à l'issue des matchs », parlant de « l'absence ou la quasi-absence d'interpellations après les graves incidents ayant accompagné de récentes rencontres à Grenoble et Lille »,. Brice Hortefeux précise lui-même dans une lettre du 4 février suivant que « les interdictions judiciaires de stade ne sont pas assorties systématiquement d'une obligation de pointage au commissariat, ce qui rend la mesure largement inopérante » et regrette « l'absence de magistrat du parquet lors du match Grenoble/Saint-Étienne, pourtant à risques prévisibles ». Les deux ministres réfutent toutefois l'existence de toute « polémique » entre eux.
Au printemps 2010, lors du débat sur le projet de loi portant adaptation du droit pénal français à l'institution de la Cour pénale internationale (CPI), Michèle Alliot-Marie défend devant la Commission des lois de l'Assemblée nationale l'imposition de critères très restrictifs pour l'application de la compétence universelle en France qui rendent quasiment impossibles la poursuite et le jugement en France des auteurs présumés de crimes internationaux (crimes de guerre, crimes contre l'humanité et génocide). En dépit de la campagne lancée par la Coalition française pour Cour pénale internationale (CFCPI) rassemblant près de cinquante organisations non gouvernementales (Action des chrétiens pour l'abolition de la torture, Amnesty International, Fédération internationale des ligues des droits de l'homme) et des avis rendus par la Commission nationale consultative des droits de l'homme, le projet de loi sera voté conforme, conduisant, selon la CFCPI, la France à demeurer « en marge de la mondialisation de la lutte contre l’impunité des dictateurs et des bourreaux ».

### Ministre d'État, ministre des Affaires étrangères et européennes

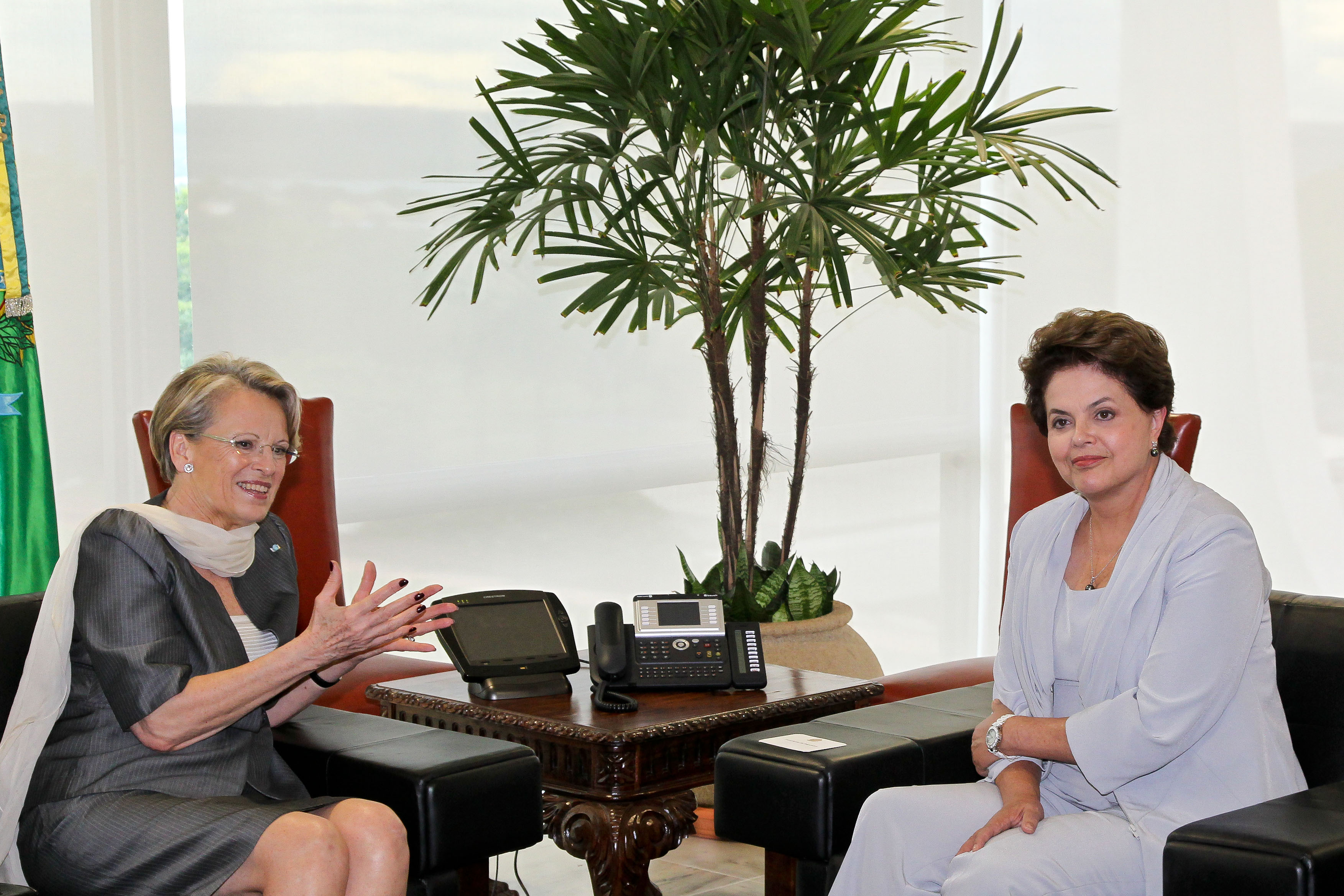
Michèle Alliot-Marie aux côtés de Dilma Rousseff, présidente de la République du Brésil, le 22 février 2011.

À l'automne 2010, alors que se profile un remaniement annoncé par Nicolas Sarkozy, le nom de Michèle Alliot-Marie est évoqué pour le poste de Premier ministre et elle fait un temps figure de favorite dans les sondages en cas de non-reconduction de François Fillon. Elle affiche ses ambitions dans une interview au Figaro du 11 octobre 2010 : « C'est un devoir d'être prête, si c'était la décision du Président »,. Finalement, le 14 novembre 2010, Michèle Alliot-Marie est nommée ministre d'État, ministre des Affaires étrangères et européennes, en deuxième place de l'ordre de nomination, derrière Alain Juppé. Elle est la première femme à détenir le portefeuille des Affaires étrangères en France. Il s'agit là du quatrième ministère régalien qu'elle occupe consécutivement, établissant ainsi un record national.
Comme la plupart de ses prédécesseurs sous la Ve République, elle réserve son premier déplacement à l'étranger à l'Allemagne, se rendant à Berlin les 24 et 25 novembre 2010 pour rencontrer son homologue Guido Westerwelle ainsi que la chancelière fédérale Angela Merkel. Le 24 novembre 2010, elle nomme également Hervé Ladsous, jusque-là ambassadeur de France à Pékin, comme directeur de cabinet, signe de l'importance que Paris souhaite donner au sein de sa politique diplomatique aux relations avec la Chine.

### Révolution tunisienne et démission du gouvernement
Le 11 janvier 2011 à l'Assemblée nationale, trois jours avant la chute de Zine el-Abidine Ben Ali et alors que la révolution tunisienne prend de l'ampleur, Michèle Alliot-Marie réagit en proposant que « le savoir-faire de nos forces de sécurité, qui est reconnu dans le monde entier, permette de régler des situations sécuritaires de ce type ». Une grande partie de la presse française analyse sa proposition comme un soutien au régime de Ben Ali. Elle est critiquée par des parlementaires de gauche ainsi que des associations; certains demandent sa démission. Michèle Alliot-Marie affirme que ses propos ont été sortis de leur contexte. Début février 2011, François Fillon admet que Michèle Alliot-Marie, en tant que ministre des Affaires étrangères, avait autorisé la livraison de grenades lacrymogènes à la police tunisienne, autorisation qu'elle a rendue définitive le 12 janvier, mais les douanes françaises retardent la livraison en demandant une confirmation. La livraison est finalement annulée par la ministre le 18 janvier, quatre jours après la fuite de Ben Ali.
Fin janvier, Le Canard enchaîné révèle que Michèle Alliot-Marie a passé ses vacances de fin d’année 2010 en Tunisie, alors que les manifestations étaient en cours depuis plusieurs semaines. L'hebdomadaire dévoile ensuite, dans ses éditions successives, une série de détails sur ces vacances qui alimentent une controverse : Michèle Alliot-Marie, son compagnon Patrick Ollier, et ses parents ont effectué deux trajets dans le jet privé d'Aziz Miled, un homme en affaires avec des proches de Ben Ali ; les parents de Michèle Alliot-Marie ont conclu avec lui une acquisition immobilière. Ces faits, ainsi que les explications partielles et contradictoires de la ministre, sont compris par certains observateurs comme révélateurs de sa proximité avec l'ancien régime tunisien. Mediapart révèle que MAM a bien eu, au cours de ses vacances, une brève conversation téléphonique avec le président Ben Ali. Le 4 février à Paris le nouveau ministre tunisien des Affaires étrangères, Ahmed Ounaies, prononce un discours élogieux à propos de sa collègue française, mais cela lui est si vivement reproché en Tunisie par les fonctionnaires de son ministère qu'il est contraint de démissionner le 7 février.
Face à la polémique, Michèle Alliot-Marie dénonce une « campagne indigne » menée contre elle, et affirme que « répéter des mensonges n’en font pas des vérités ». L’opposition et une partie de la presse détectent au contraire les contradictions dans ses réponses successives et réclament sa démission, ce que refusent, à plusieurs reprises, la ministre elle-même, le Premier ministre et le président de la République,.
Le 27 février 2011, Michèle Alliot-Marie remet au président de la République sa lettre de démission, dans laquelle elle affirme avoir « le sentiment de n'avoir commis aucun manquement »,. Intervenant à la télévision le soir même, Nicolas Sarkozy annonce un remaniement gouvernemental, notamment la « réorganisation du ministère des Affaires étrangères » et la nomination d'Alain Juppé, sans citer le nom de Michèle Alliot-Marie. Pour le Premier ministre, François Fillon, sa sortie du gouvernement « était devenue inéluctable car sa voix en tant que chef de la diplomatie était devenue « inaudible » ». Suspectant Alain Juppé d'avoir eu un rôle décisif dans son éviction, Michèle Alliot-Marie lui restera hostile tout au long des années 2010.

### Retour à l'Assemblée nationale et au Parlement européen

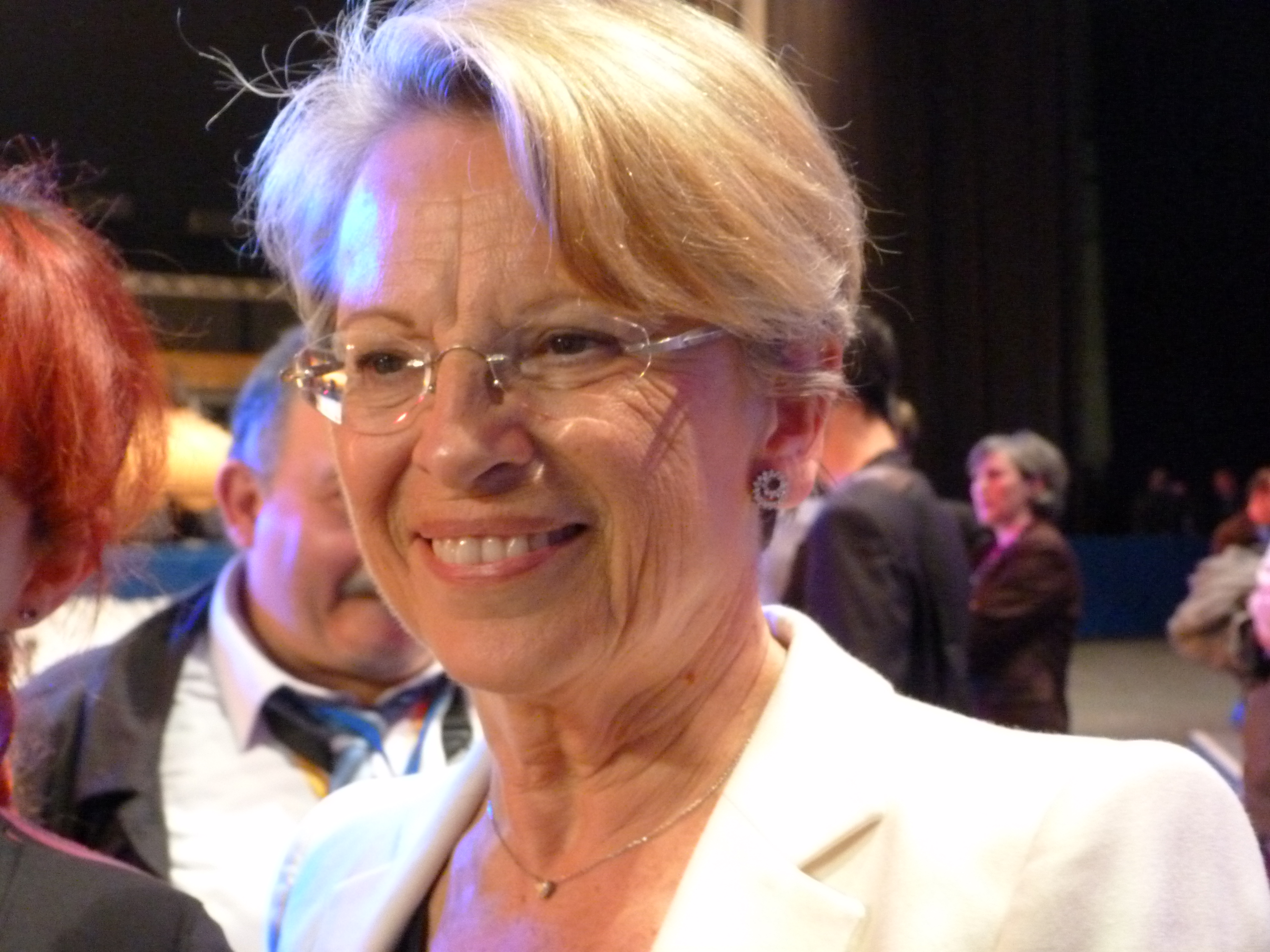
Michèle Alliot-Marie à un meeting de Nicolas Sarkozy, à Nancy, lors de la campagne présidentielle de 2012.

En mars 2011, elle redevient automatiquement députée de la sixième circonscription des Pyrénées-Atlantiques, où elle avait été élue lors des élections législatives de 2007 (son siège a été occupé dans l'intervalle par son suppléant, Daniel Poulou). Au second tour des élections législatives de 2012, elle est battue par la socialiste Sylviane Alaux, obtenant 48,4 % des suffrages exprimés. Cette défaite inattendue met fin pour elle à une série de sept élections consécutives depuis 1986. L'usure du pouvoir, la victoire du PS au niveau national et un « effet Ben Ali » sont évoquées comme causes possibles de sa défaite,.
En vue du congrès de l'UMP de novembre 2012, Michèle Alliot-Marie ne se prononce pas entre François Fillon et Jean-François Copé. Avec Roger Karoutchi, Gérard Larcher, Patrick Ollier et Henri Guaino, elle dépose la motion « le gaullisme, une voie d’avenir pour la France », qui recueille 12,4 % des votes des militants,. Elle est battue par Luc Chatel à l'élection de 2016 du président du conseil national des Républicains,.
Elle se positionne contre la loi Taubira sur le « mariage pour tous ». 
Au cours des débats, elle écrit : « ce qui frappe aussi, c’est la volonté d’imposer à tous les Français une règle faite pour des cas particuliers. Pour régler la situation de quelques personnes de même sexe, à qui il est normal de reconnaître des droits patrimoniaux, successoraux ou sociaux, une union civile en mairie aurait suffi, mais c’est toute l’institution du mariage qu’on modifie. […] Pour apporter une réponse à des couples de même sexe ne pouvant avoir d’enfant malgré leur souhait, on prépare le reconnaissance de la procréation médicalement assistée (PMA) et de la gestation pour autrui (GPA), avec tous les risques de marchandisation de la personne que cela comporte ». 
Désignée tête de liste pour les élections européennes de 2014 dans la circonscription Sud-Ouest, elle redevient députée européenne, sa liste ayant obtenu 18,5 % des suffrages exprimés, derrière celle du Front national conduite par Louis Aliot (24,7 %),. Elle rejoint le groupe PPE et la commission des affaires étrangères du Parlement européen. Elle ne se représente pas aux élections européennes de 2019.
Après avoir lancé le mouvement « Nouvelle France », elle renonce à se présenter à la primaire de la droite et du centre de 2016, se met en réserve de LR, et annonce sa candidature à l'élection présidentielle de 2017,. Mais elle ne recueille que 74 des 500 parrainages nécessaires pour participer au scrutin. Elle parraine Laurent Wauquiez en vue du congrès des Républicains de 2017, puis entre ensuite au bureau politique de LR,.

## Affaires judiciaires

### Condamnation pour prise illégale d’intérêts
Elle est mise en examen en février 2019 pour « prise illégale d’intérêts » lorsqu'elle était adjointe au maire de Saint-Jean-de-Luz en 2013. Il lui est reproché d'avoir joué un rôle dans des mouvements de fonds (environ 200 000 euros) entre les caisses d'un Festival présidé par son père, Bernard Marie, et un hôtel dirigé par Bernard Marie, et dont elle détenait des parts. La municipalité de Saint-Jean-de-Luz avait attribué 260 000 euros de subventions au Festival, qui ont ensuite été en grande partie transférées illégalement à cet hôtel. Le parquet de Nanterre demande, en octobre 2023, son renvoi devant un tribunal correctionnel. En 2024, elle est condamnée à 6 mois de prison avec sursis pour prise illégale d'intérêts. Ses avocats annoncent qu'ils vont faire appel.

### Accusations d'emploi fictif
Elle est sommée en 2023 par le Parlement européen de rembourser environ 600 000 € correspondant aux salaires versés à l’un de ses assistants parlementaires, son neveu, car il s’agirait d’un « emploi fictif ». Ce dernier aurait perçu un salaire de 5 000 € net par mois, ce qui, selon le journaliste Jean Quatremer, « est très généreux pour quelqu'un qui ne connaît pas l'Europe et qui n'a qu'une licence d'économie et de gestion en poche. »

## Orientation politique
Le politologue Pascal Perrineau situe Michèle Alliot-Marie dans la famille « gaulliste orthodoxe ».
Elle s'abstient lors du vote au Parlement européen sur l'Accord économique et commercial global (CETA) alors que la plupart des élus LR soutiennent le texte.
D'après L'Humanité, elle « tente de faire taire les opposants à la peine de mort ». Elle avait déposé un amendement au « rapport de 2014 sur la situation des droits de l'homme » au Parlement européen afin de supprimer toute référence à l'Arabie saoudite et au Koweït en dépit de la recrudescence des exécutions dans ces pays.

## Détail des mandats et fonctions

### Au gouvernement
- 20 mars 1986 – 10 mai 1988 : secrétaire d'État chargée de l'enseignement auprès du ministre de l'Éducation nationale (gouvernement Jacques Chirac II).
- 30 mars 1993 – 11 mai 1995 : ministre de la Jeunesse et des Sports (gouvernement Édouard Balladur).
- 7 mai 2002 – 17 juin 2002 : ministre de la Défense et des Anciens Combattants (gouvernement Raffarin I).
- 17 juin 2002 – 15 mai 2007 : ministre de la Défense (gouvernements Jean-Pierre Raffarin II, III et Dominique de Villepin).
- 18 mai 2007 – 23 juin 2009 : ministre de l'Intérieur, de l'Outre-mer et des Collectivités territoriales (gouvernements François Fillon I et II).
- 23 juin 2009 – 13 novembre 2010: ministre d'État, garde des Sceaux, ministre de la Justice et des Libertés (gouvernement François Fillon II).
- 14 novembre 2010 – 27 février 2011 : ministre d'État, ministre des Affaires étrangères et européennes (gouvernement François Fillon III).

### À l’Assemblée nationale
| Année | 1er tour | 1er tour | 2d tour  | 2d tour |
| Année | Voix     | Rang     | Voix     | Rang    |
| ----- | -------- | -------- | -------- | ------- |
| 1988  | 48,74 %  | 1er      | 57,85 %  | 1er     |
| 1993  | 43,27 %  | 1er      | 64,54 %  | 1er     |
| 1997  | 39,81 %  | 1er      | 55,53 %  | 1er     |
| 2002  | 48,99 %  | 1er      | 60, 88 % | 1er     |
| 2007  | 48,87 %  | 1er      | 58,37 %  | 1er     |
| 2012  | 35,37 %  | 1er      | 48,87 %  | 2e      |

- 2 avril 1986 : députée des Pyrénées-Atlantiques (démissionne).
- 23 juin 1988 – 1er mai 1993 : députée de la 6e circonscription des Pyrénées-Atlantiques (nommée au gouvernement).
- 17 septembre 1995 – 7 juin 2002 : députée de la 6e circonscription des Pyrénées-Atlantiques (nommée au gouvernement).
- 19 juin 2002 – 18 juillet 2002 : députée de la 6e circonscription des Pyrénées-Atlantiques (nommée au gouvernement).
- 20 juin 2007 – 19 juillet 2007 : députée de la 6e circonscription des Pyrénées-Atlantiques (nommée au gouvernement).
- 28 mars 2011 – 19 juin 2012 : députée de la 6e circonscription des Pyrénées-Atlantiques.

### Au Parlement européen
- 1989-1993 : députée européenne.
- 2014-2019 : députée européenne, élue dans la circonscription Sud-Ouest.

### Au niveau local
- 1983-1988 : conseillère municipale de Ciboure (Pyrénées-Atlantiques).
- 1989-1991 : conseillère municipale de Biarritz (Pyrénées-Atlantiques).
- 1994-2001 : conseillère générale, élue dans le canton de Saint-Jean-de-Luz, vice-présidente du conseil général des Pyrénées-Atlantiques.
- 1995-2002 : maire de Saint-Jean-de-Luz.
- 2002-2014 : première adjointe au maire de Saint-Jean-de-Luz.

### Au sein de partis politiques
- 1984 : secrétaire nationale chargée de la fonction publique au Rassemblement pour la République (RPR).
- 1988-1990 : secrétaire nationale du RPR, chargée des études et projets.
- 1990 : secrétaire générale adjointe chargée des affaires étrangères du RPR.
- 1991 : membre du bureau politique du RPR.
- 1993-2002 : membre du bureau politique du RPR.
- 1998-2002 : vice-présidente du groupe RPR à l'Assemblée nationale.
- 1998-1999 : secrétaire nationale du RPR, chargée des problèmes de société, puis des élections.
- 1999-2002 : présidente du RPR.
- 2009-2012 : vice-présidente de l'Union pour un mouvement populaire (UMP).
- 2006-2014 : présidente du Chêne.
- Depuis 2015 : membre du bureau politique des Républicains.

## Distinctions

### Décorations
- Officière de la Légion d'honneur (2022)[143].
- Commandeur de l'ordre de l'Étoile d'Anjouan (Comores)[144]
- Commandeur de l'ordre du Mérite ivoirien (Côte d'Ivoire)
- Officier l'ordre de la République (Égypte)
- Commandeur de l'ordre de l'Étoile équatoriale (Gabon)[144]
- Palmes magistrales de 1re classe du Pérou

### Récompenses
- Prix de la révélation politique de l'année 1999 du Trombinoscope
- Ministre de l'année 2005 du Trombinoscope

## Publications
- La Décision politique : Attention ! Une République peut en cacher une autre, PUF, 1983  (ISBN 2-13-038008-5)
- La Grande Peur des classes moyennes, Éditions de la Table ronde, 1996,  (ISBN 2-7103-0768-5)
- La République des irresponsables, Odile Jacob, 1999,  (ISBN 2-7381-0727-3)
- Le Chêne qu'on relève, Odile Jacob, 2005,  (ISBN 2-7381-1690-6)
- Au cœur de l'État, Plon, 2013,  (ISBN 978-2-259-21824-5)
- La Tentation totalitaire de la gauche, Plon, 2014